# 印旛日本医大駅
印旛日本医大駅（いんばにほんいだいえき）は、千葉県印西市若萩一丁目にある、北総鉄道・京成電鉄の駅である。関東の駅百選に選定されている。

## 概要
千葉ニュータウンの最東部に位置する印旛日本医大地区の玄関口である。
北総鉄道の北総線と京成電鉄の成田空港線（成田スカイアクセス線）が乗り入れているが、両線は京成高砂駅から当駅まで施設を共用し、成田スカイアクセス線列車としてスカイライナー（当駅は通過）とアクセス特急が、北総線列車として特急・普通がそれぞれ運行され、実用上は同一の路線のような形で運用されている。ただし当駅を含む区間においては、北総鉄道・京成電鉄とも線路を保有しない第二種鉄道事業者となっており、線路を保有している第三種鉄道事業者は、印西牧の原方が千葉ニュータウン鉄道、成田湯川方は成田高速鉄道アクセスである。また、成田高速鉄道アクセスが保有する区間には北総線列車は乗り入れないため、北総線としては当駅が終点となる。よって、成田湯川方へは成田スカイアクセス線列車のみが乗り入れる。
北総鉄道と京成電鉄の共同使用駅であるが、北総鉄道が駅業務を担当する。駅番号は北総鉄道に対してのみ付与されており、HS14である。

## 歴史
千葉ニュータウンの計画当初、都営地下鉄新宿線の延伸線として本八幡駅から当駅まで千葉県営鉄道北千葉線の建設が計画されていた。
- 2000年（平成12年）7月22日 - 開業[1][2]。当時は印旛郡印旛村所在。
- 2004年（平成16年）7月1日 - 都市基盤整備公団（都市公団）の独立行政法人都市再生機構（愛称：UR都市機構）への移行に伴い、駅舎などの構造物の所有が千葉ニュータウン鉄道に継承される。
- 2010年（平成22年）
  - 3月23日 - 印旛村の印西市への編入により、所在地が印西市となる。
  - 7月17日 - 京成成田空港線（成田スカイアクセス線）の開業に伴い、京成電鉄との共同使用駅となる[4]。

### 駅名の由来

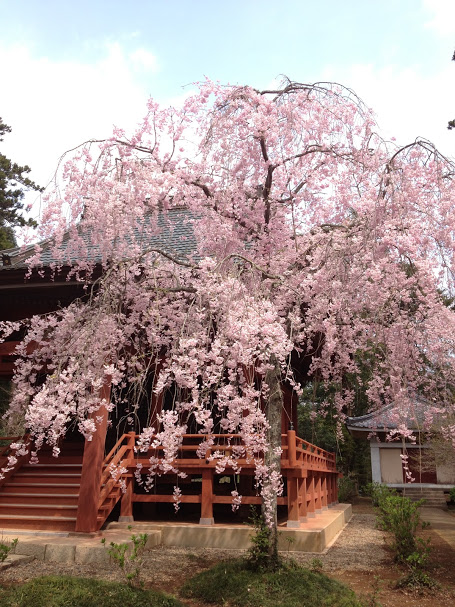
松虫寺（松虫姫伝承地）

駅名に印旛日本医大とあるが、日本医科大学のキャンパスがあるのではなく、付属病院である日本医科大学千葉北総病院があることからこの名が付けられている。なお、学校としては日本医科大学看護専門学校が所在する。また、当初の計画では近隣の地名に由来して、駅の仮称を印旛松虫としていたこともあり、副駅名として松虫姫（まつむしひめ）とカッコ書きで付与されている。

### 成田スカイアクセス線の開業
当駅から成田空港駅までのルート（以下：新線区間）である成田スカイアクセス線が、成田高速鉄道アクセスによって建設され、2010年（平成22年）3月までに完工した。同年3月25日から新線区間において試運転を行い、7月17日に開業した。開業後、AE形「スカイライナー」は当駅以東の新線区間で最速160 km/h運転、北総線との共用区間である当駅 - 京成高砂駅間は最速130 km/h運転を実施し、日暮里駅 - 空港第2ビル駅間を最速36分で運行する。
当駅から成田空港駅までの新線区間は京成成田空港線の列車（「スカイライナー」および「アクセス特急」）のみが運行され、北総線の列車は従来通り当駅で京成高砂方面に折り返す。これに関連し、2007年（平成19年）末には東側（成田空港方）の内側2線に折り返し線が設置された。この2線には乗務員に発車(入換)承認を合図する発車ベル装置が取り付けられており、折り返し列車は入換信号の開通の後、この発車（入換）承認合図のベルの鳴動を確認して上り本線へと進入することができる。発車承認合図の発車ベル装置が取り付けられているのは、この他にも成田空港線の根古屋信号場が存在する。

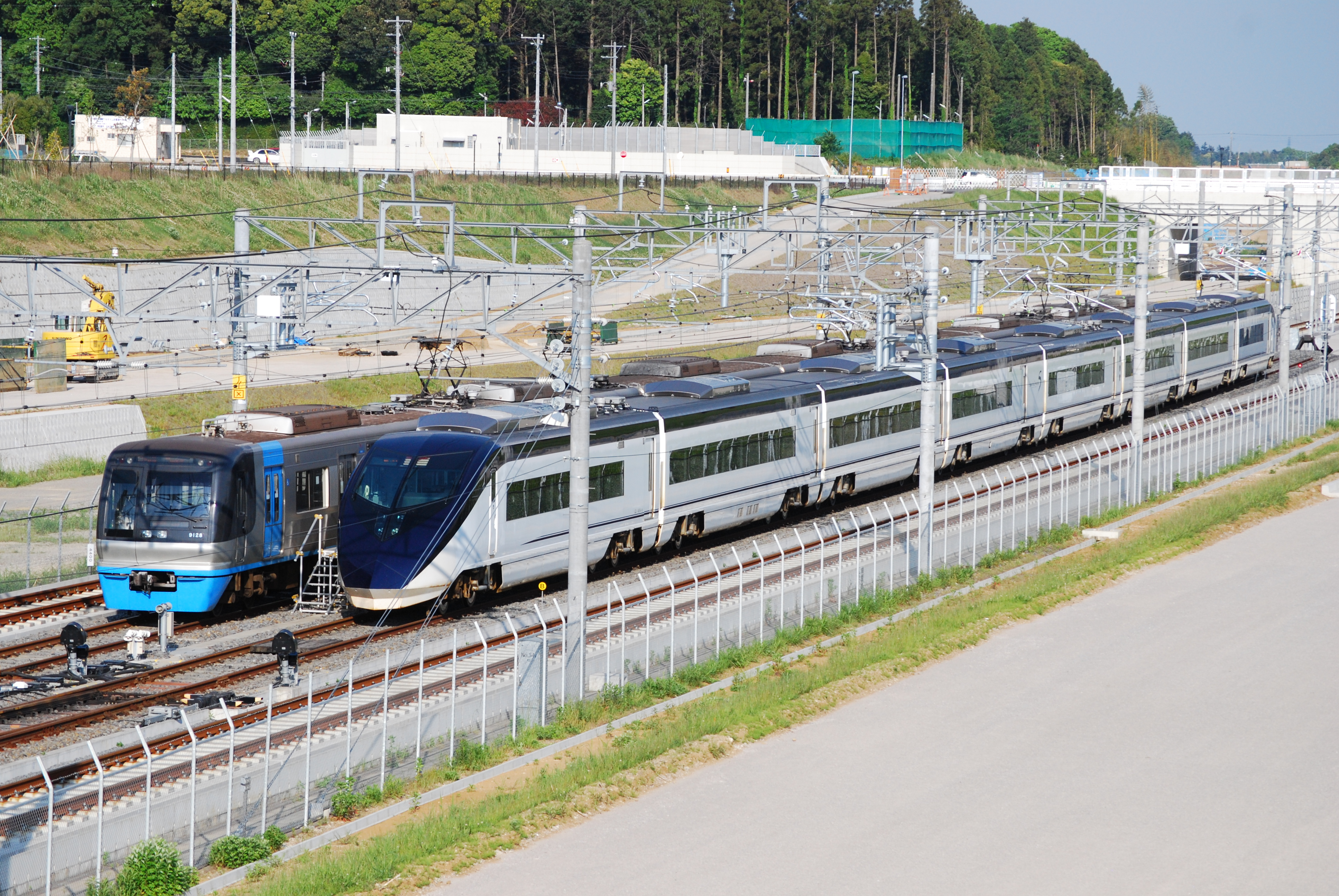
駅東側にある折り返し線（2010年5月）
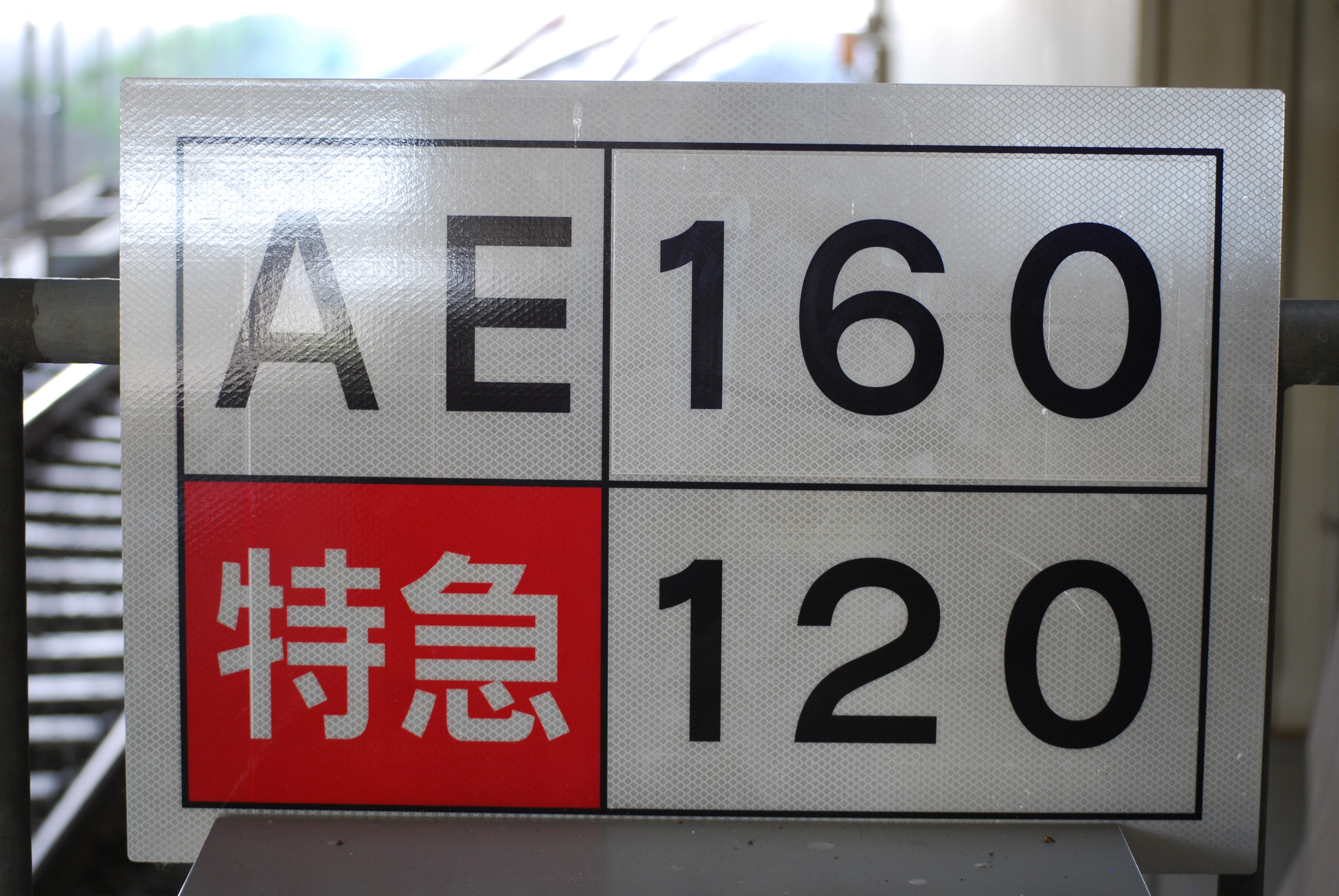
成田湯川方面東側にある列車の最高速度表示（2010年5月）
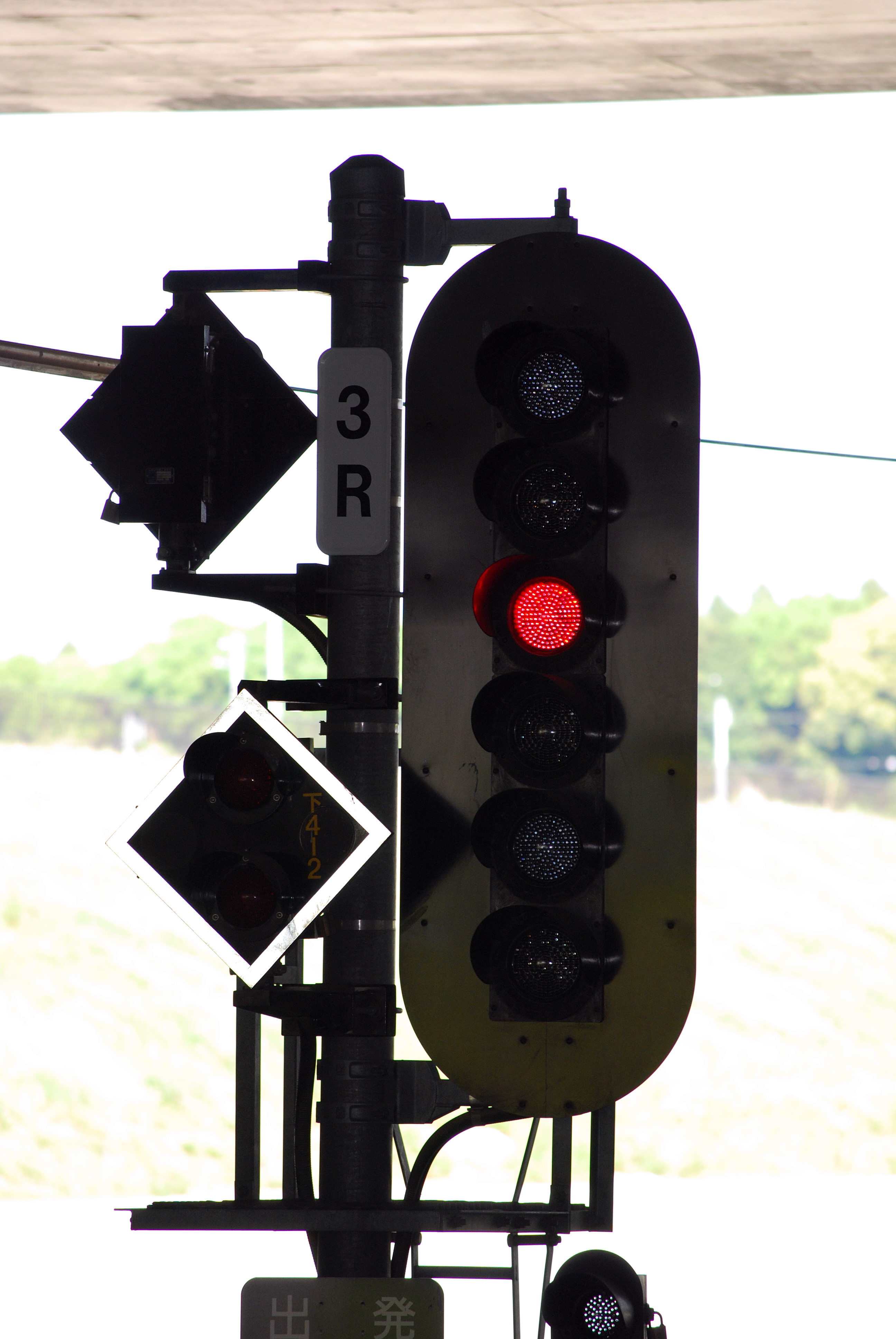
成田湯川方面東側にある6灯表示の出発信号機（2010年5月）

## 駅構造
掘割内に位置し、島式ホーム1面2線を有する地上駅で、橋上駅舎を有している。日本の駅としては珍しく駅舎に展望台がある。当駅が開業した日などに一般公開されたことがあるが、通常はされていない。展望台へ続く階段は改札内のコンコースにあり、その横に待合スペースが設置されている。またホームとコンコースを結ぶエレベーターは展望台へも通じており、一般公開時には職員が操作して展望台へ案内される。独特の外観から「関東の駅百選」に選ばれている。
2008年（平成20年）4月15日には成田空港方面延伸に伴う線路切替工事が行われ、同日から当駅を発車する列車はすべて1番線を使用し、2番線は当分の間到着専用となった。2010年（平成22年）7月17日のダイヤ改正における京成成田空港線（成田スカイアクセス線）開業に伴い、2番線は成田空港方面ホームとなり、発車標は改札内コンコースとホームに各2基が設置された。

### のりば
| 番線 | 路線                        | 方向 | 行先                                                                                   |
| ---- | --------------------------- | ---- | -------------------------------------------------------------------------------------- |
| 1    | 北総線 成田スカイアクセス線 | 上り | 千葉ニュータウン中央・新鎌ヶ谷・東松戸・京成高砂・ 日本橋・西馬込・ 羽田空港・横浜方面 |
| 2    | 成田スカイアクセス線        | 下り | 成田湯川・ 成田空港方面                                                                |

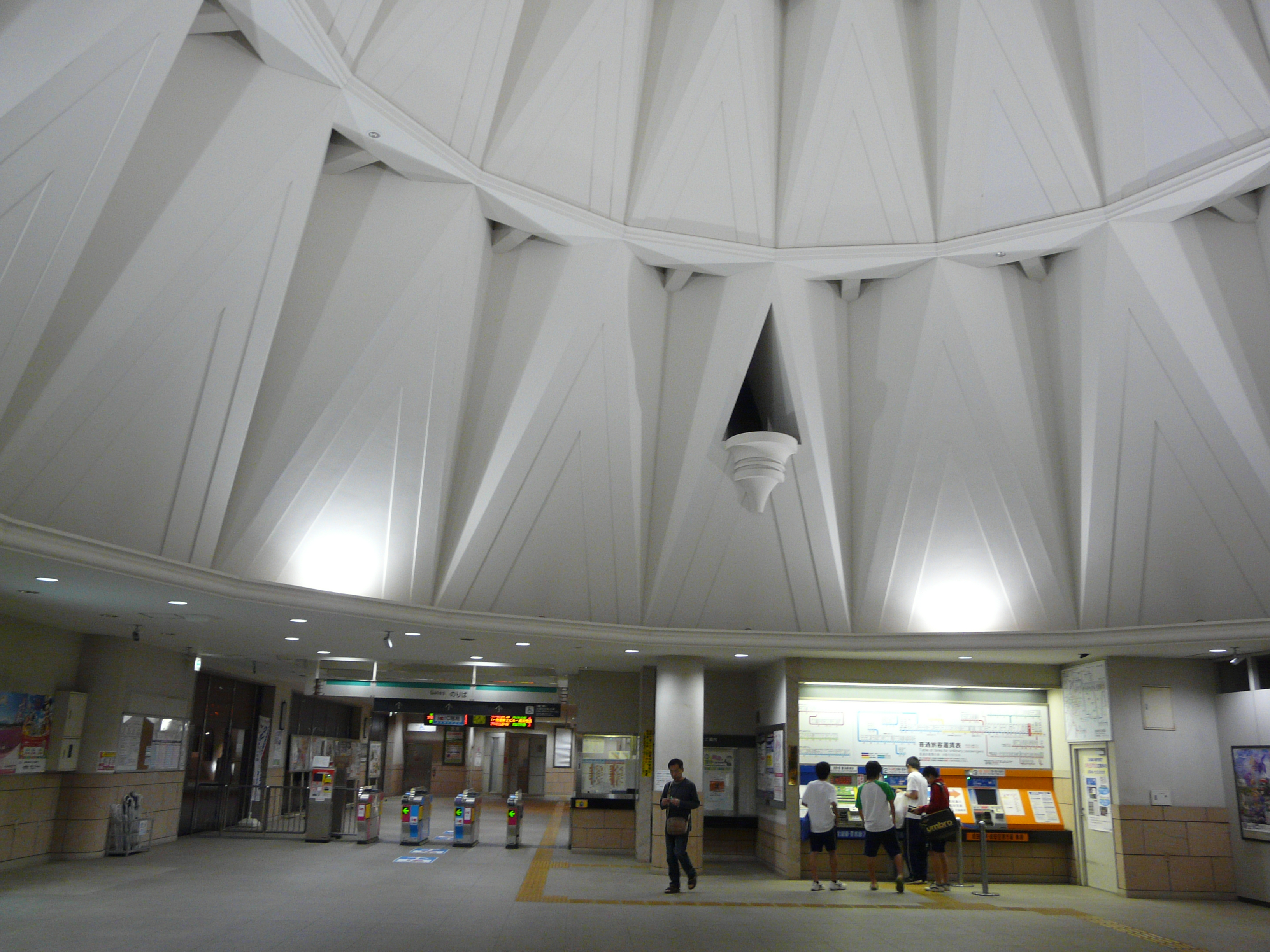
ドーム状屋根の改札口（2020年3月）
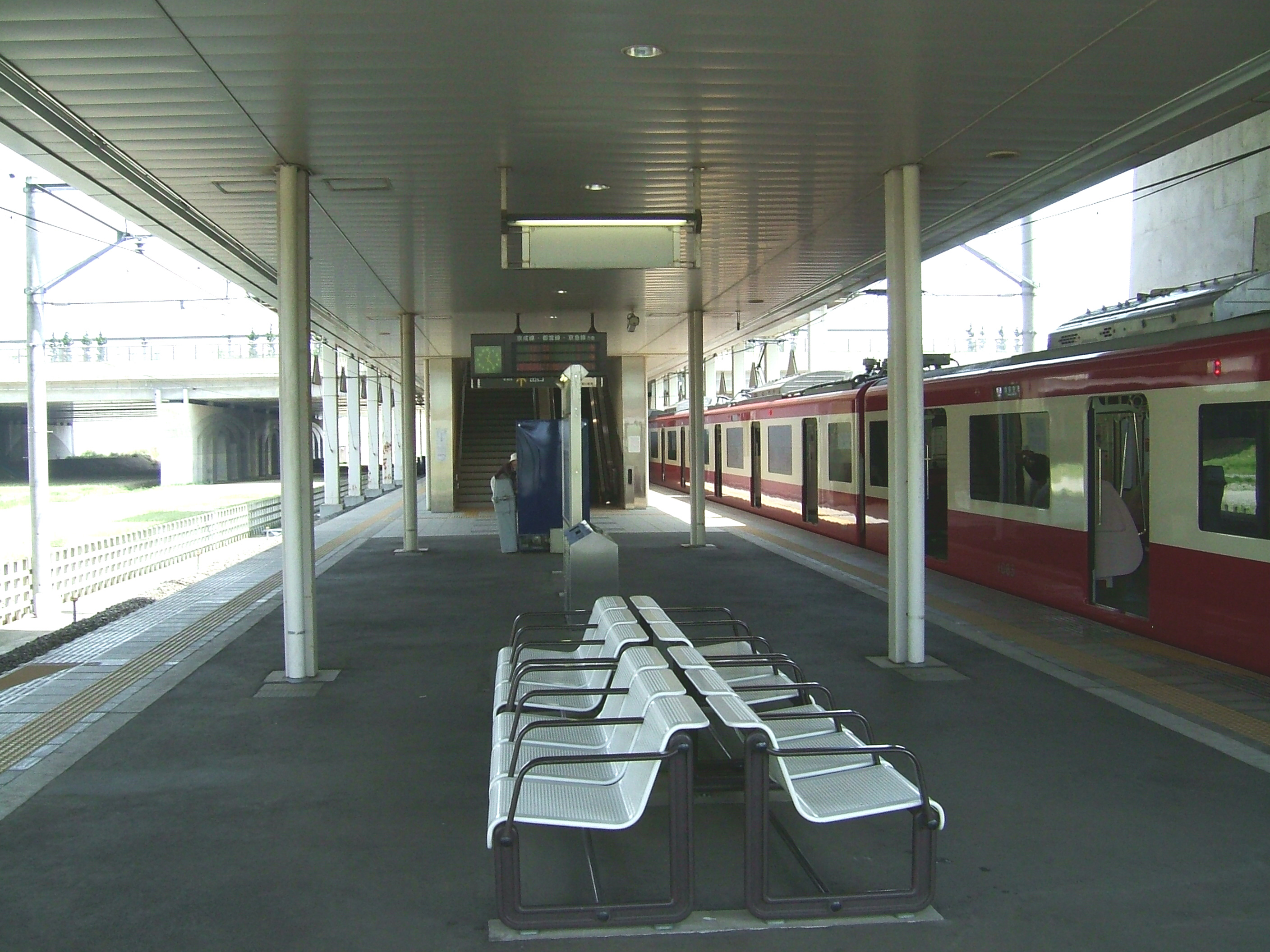
駅ホーム（2007年5月） ※右側に直通先の京浜急行電鉄新1000形が停車中
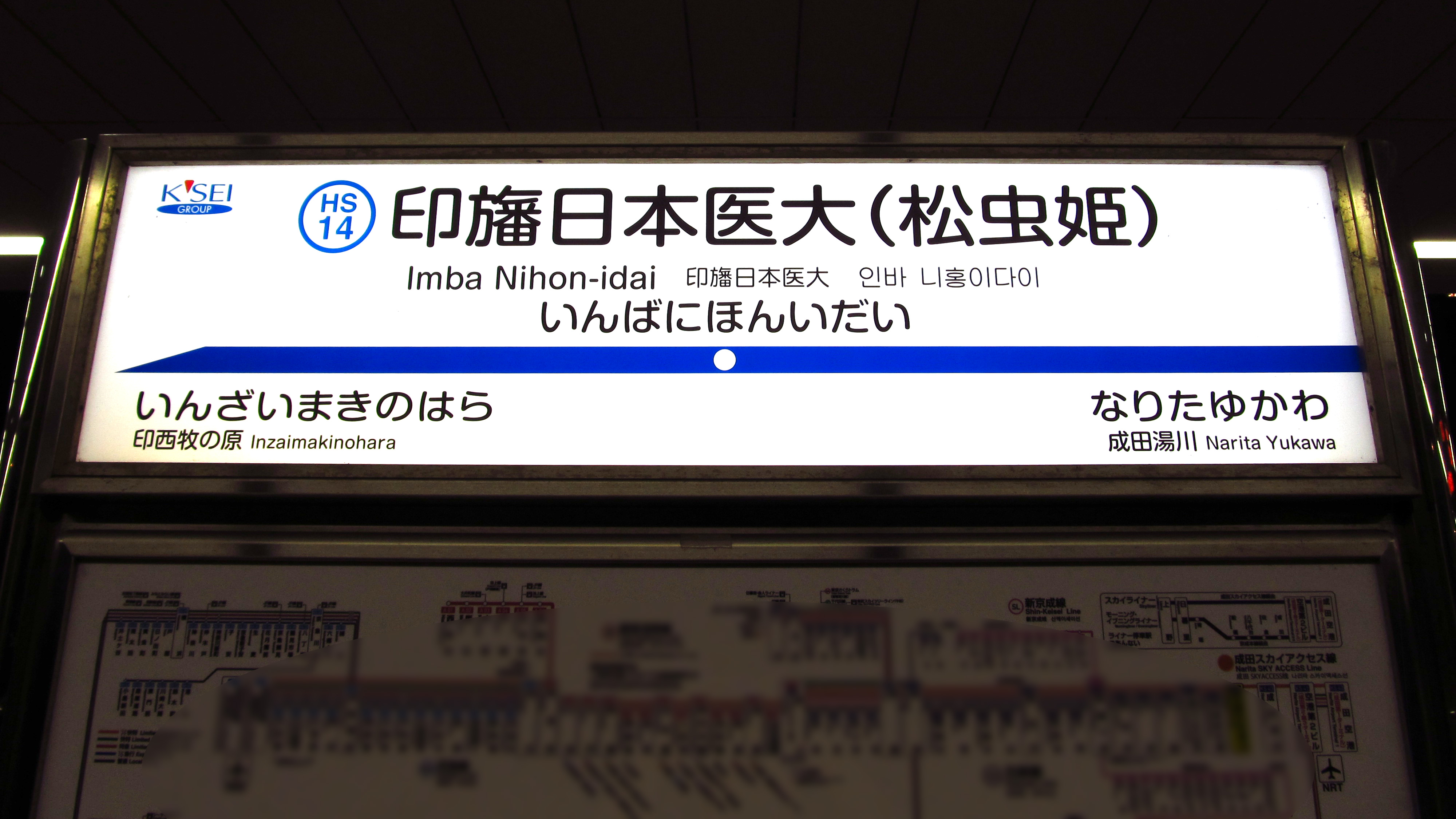
駅名標（2019年10月）
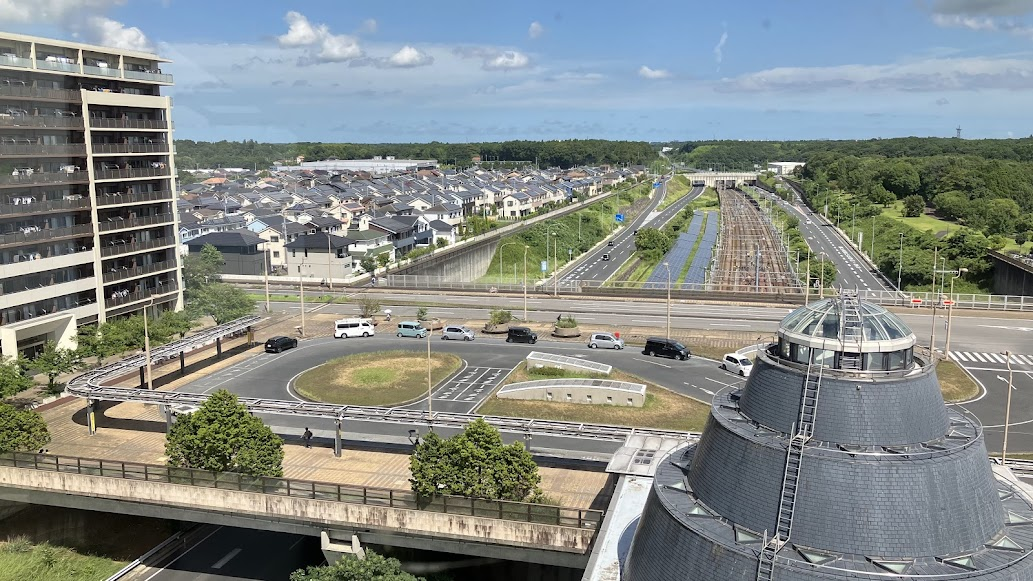
展望台から成田湯川方面の景色（2025年7月19日 開業25周年記念イベント）
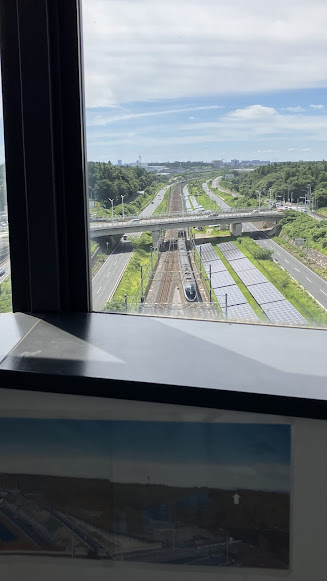
展望台から印西牧の原方面の景色（2025年7月19日 開業25周年記念イベント）

## 利用状況
乗降人員は北総線15駅中11位（北総鉄道と京成電鉄を合算）で、増加傾向にあるものの、特急停車駅としては、小室駅に次ぎ少ない。
- 北総鉄道 - 2021年度の1日平均乗降人員は3,751人である[北総 1]。
- 京成電鉄 - 2023年度の1日平均乗降人員は1,692人である[京成 1]。ただし、これはアクセス特急のみの乗降人員である。

開業以降の一日平均乗降・乗車人員の推移は下記の通り｡
| 年度               | 北総鉄道         | 北総鉄道         | 京成電鉄         | 京成電鉄         |
| 年度               | 1日平均 乗降人員 | 1日平均 乗車人員 | 1日平均 乗降人員 | 1日平均 乗車人員 |
| ------------------ | ---------------- | ---------------- | ---------------- | ---------------- |
| 2000年（平成12年） | 1,457            |                  | 未開業           | 未開業           |
| 2001年（平成13年） | 1,788            | 886              | 未開業           | 未開業           |
| 2002年（平成14年） | 1,946            | 972              | 未開業           | 未開業           |
| 2003年（平成15年） | 2,121            | 1,060            | 未開業           | 未開業           |
| 2004年（平成16年） | 2,155            | 1,077            | 未開業           | 未開業           |
| 2005年（平成17年） | 2,263            | 1,120            | 未開業           | 未開業           |
| 2006年（平成18年） | 2,545            | 1,225            | 未開業           | 未開業           |
| 2007年（平成19年） | 2,894            | 1,399            | 未開業           | 未開業           |
| 2008年（平成20年） | 3,263            | 1,582            | 未開業           | 未開業           |
| 2009年（平成21年） | 3,414            | 1,666            | 未開業           | 未開業           |
| 2010年（平成22年） | 3,848            | 1,904            |                  | 429              |
| 2011年（平成23年） | 4,273            | 2,135            | 941              | 463              |
| 2012年（平成24年） | 4,552            | 2,273            | 1,015            | 504              |
| 2013年（平成25年） | 3,922            | 1,960            | 1,099            | 547              |
| 2014年（平成26年） | 3,952            | 1,975            | 1,134            | 566              |
| 2015年（平成27年） | 4,083            | 2,041            | 1,170            | 583              |
| 2016年（平成28年） | 4,161            | 2,077            | 1,206            | 600              |
| 2017年（平成29年） | 4,412            | 2,198            | 1,304            | 648              |
| 2018年（平成30年） | 4,612            | 2,299            | 1,409            | 703              |
| 2019年（令和元年） | 4,813            | 2,397            | 1,457            | 729              |
| 2020年（令和02年） | 3,595            | 1,797            | 1,032            | 515              |
| 2021年（令和03年） | 3,751            | 1,873            | 1,113            | 557              |
| 2022年（令和04年） |                  | 2,165            | 1,388            | 694              |
| 2023年（令和05年） |                  |                  | 1,692            | 849              |

## 駅周辺

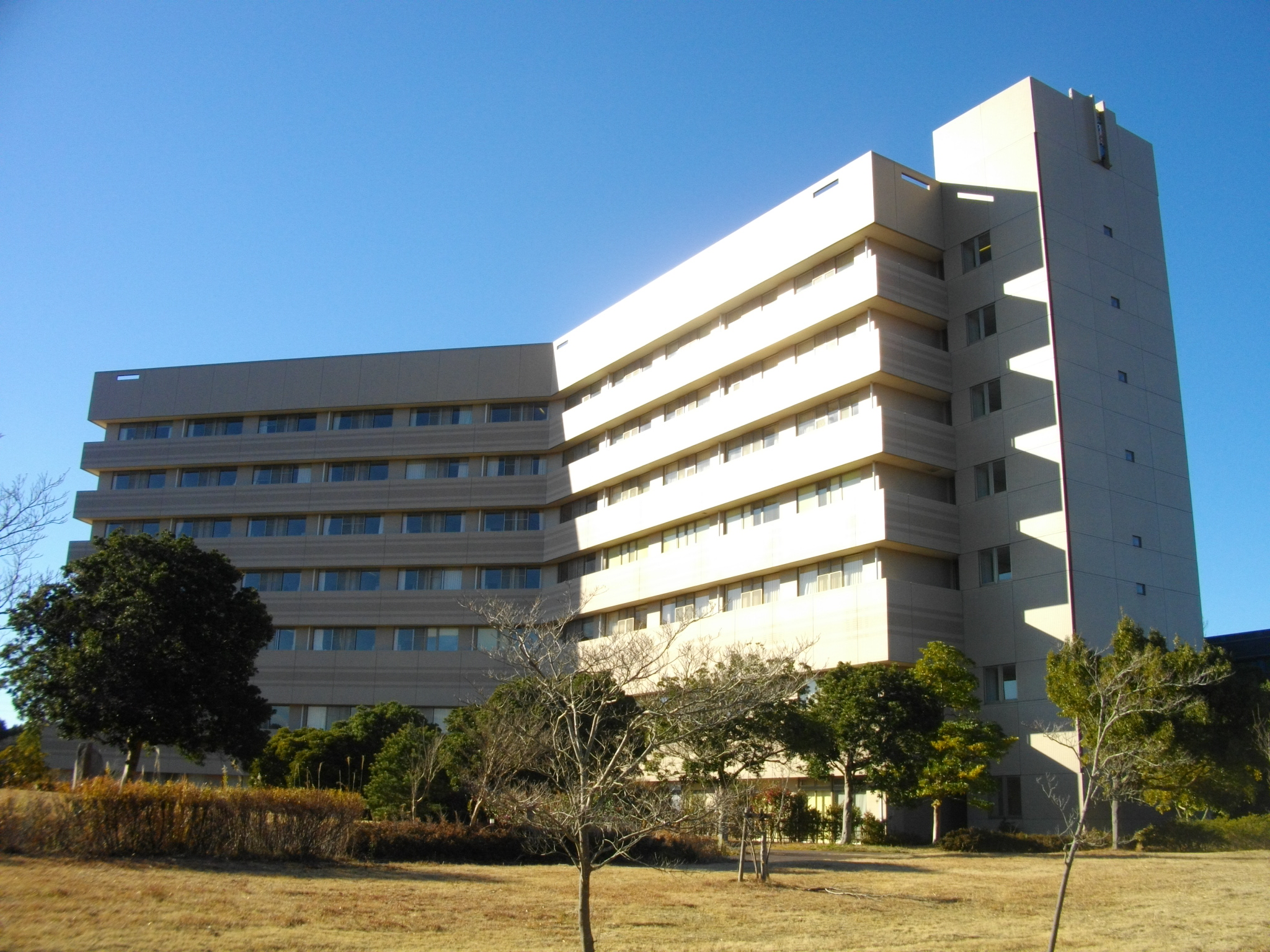
日本医科大学千葉北総病院

駅周辺は千葉ニュータウン「いには野」（ローマ字表記は「Iniwano」）地区としてマンションや住宅が造成されているが、造成地区域を外れると自然が残る。周辺の商業施設はロードサイド店舗が中心となっており、当駅に平行する国道464号の平行高規格道路として、北千葉道路が建設されている。

### 周辺交通
- 北千葉道路
- 国道464号
- 千葉県道12号鎌ケ谷本埜線
- 千葉県道65号佐倉印西線
- 千葉県道291号印西印旛線

### 行政機関・公共施設

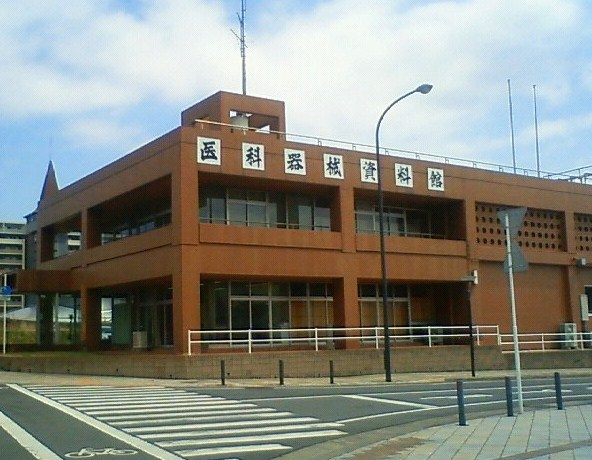
印旛医科器械歴史資料館

- 印西市役所 印旛支所
- 印西警察署日本医大駅前駐在所
- 印西市印旛公民館
- 印西市印旛学校給食センター
- 日本医科大学千葉北総病院
- 印旛医科器械歴史資料館

### 教育機関

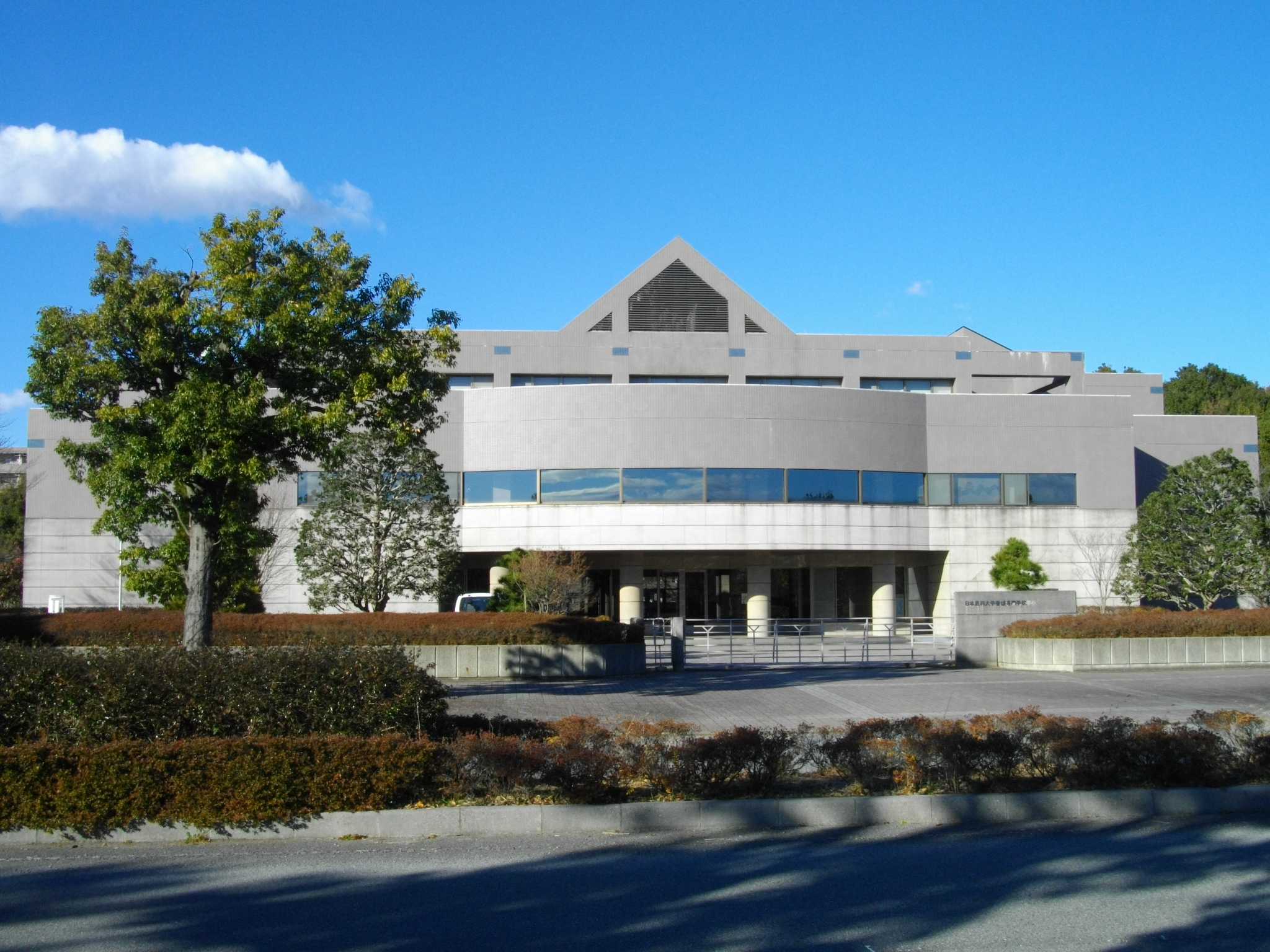
日本医科大学看護専門学校

- 順天堂大学 さくらキャンパス
- 日本医科大学看護専門学校
- 印西市立印旛中学校
- 印西市立いには野小学校

### 主な商業施設
- ナリタヤ 印旛日本医大前店
- マツモトキヨシ 印旛日本医大駅前店
- ヤックスドラッグ 印旛日本医大駅前薬局
- 東横イン印旛日本医大駅前

### 観光名所
- 松虫姫公園
- 松虫寺
- 栄福寺薬師堂
- 羽黒・三角作古墳群

## バス路線
| のりば         | 系統                 | 主要経由地                             | 行先         | 運行会社               | 備考 |
| -------------- | -------------------- | -------------------------------------- | ------------ | ---------------------- | ---- |
| 印旛日本医大駅 | 六合路線             | 日医大病院・郵便局前・本埜支所前       | JR小林駅     | なの花交通バス         |      |
| 印旛日本医大駅 | 六合路線             | 日医大病院・郵便局前・白翠園前         | 京成佐倉駅   | なの花交通バス         |      |
| 印旛日本医大駅 | 印旛学園線           | 日医大病院・郵便局前・順天堂大学       | 京成酒々井駅 | 京成バス千葉セントラル |      |
| 印旛日本医大駅 | 宗像路線             | 日医大病院・鎌刈・吉田宮前・岩戸       | 京成臼井駅   | 大成交通               |      |
| 印旛日本医大駅 | 宗像路線             | 日医大病院・鎌刈・岩戸                 | 京成臼井駅   | 大成交通               |      |
| 印旛日本医大駅 | 宗像路線             | 東の原公園前                           | 印西牧の原駅 | 大成交通               |      |
| 印旛日本医大駅 | 宗像路線             | 印西牧の原駅・造谷橋・師戸改善センター | 京成臼井駅   | 大成交通               |      |
| 印旛日本医大駅 | 宗像路線             | ウェルガーデン                         | 日医大病院   | 大成交通               |      |
| 印旛日本医大駅 | 印旛・本埜支所ルート | 荻原公園・竜腹寺東・印西牧の原駅入口   | 印旛支所     | 印西市ふれあいバス     |      |
| 印旛日本医大駅 | 印旛・本埜支所ルート | 日本医大千葉北総病院                   | 印旛支所     | 印西市ふれあいバス     |      |

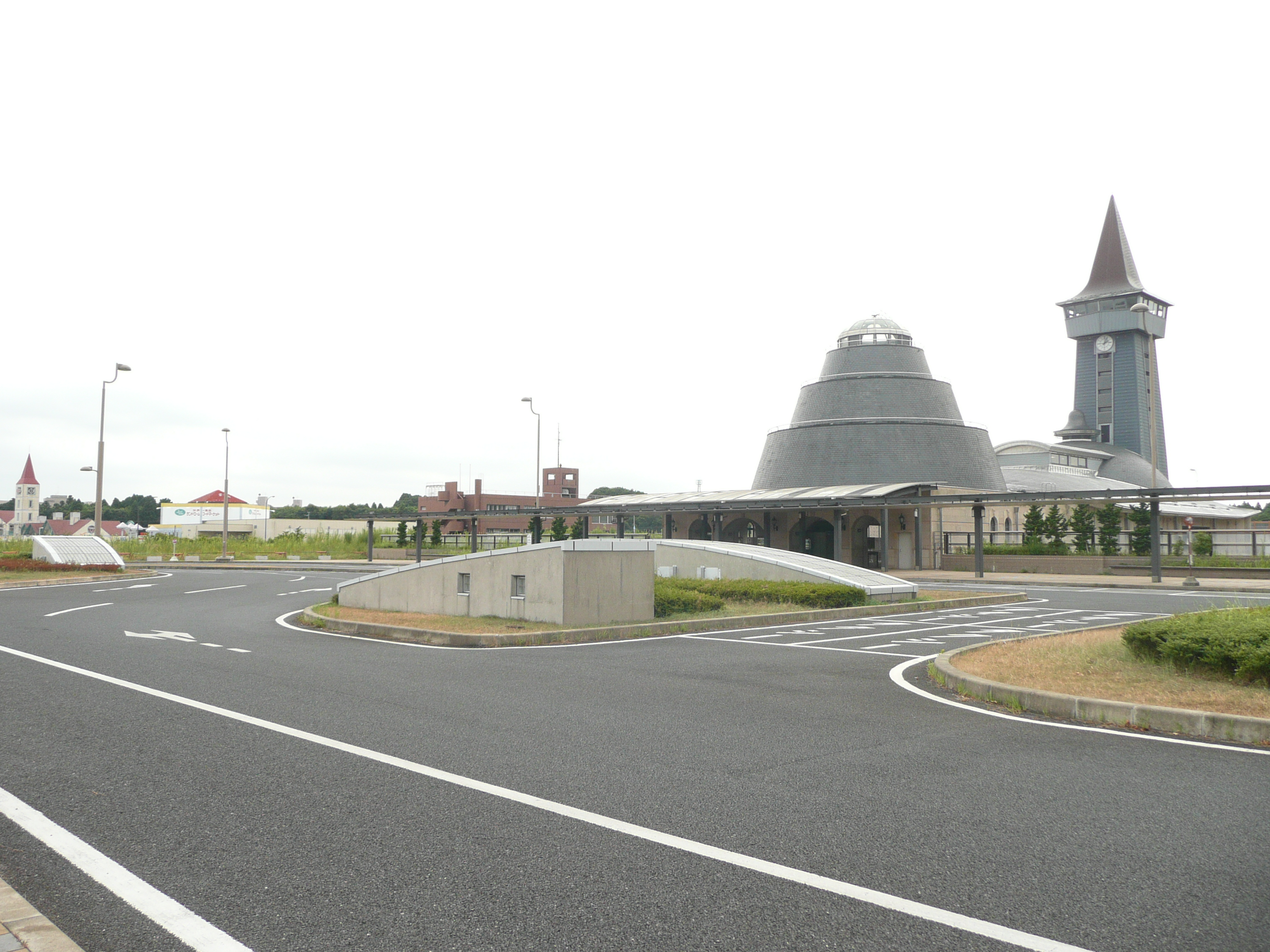
駅前ロータリー（2008年8月）

- 1時間に3本（8時台は6本）日本医科大学千葉北総病院行きの無料バスが走っている。
- 駅前のロータリーから発着する。
- 京成佐倉駅行は1時間当たり2 - 3本程度が設定されているが、他の路線の運行本数は少ない。

## 当駅が登場する主な作品
- 『烈車戦隊トッキュウジャー』（2014年放送）
- 2001年（平成13年）2月にリリースされたSUPER BELL"Zのシングル、「MOTO（e）R MAN Vol.3 仙台編&京浜急行」に収録されている「MOTOR MAN 京浜急行VVVF」において、当駅名が歌詞の中に登場する。なお歌の舞台は、三崎口発着があるロングラン列車乗り入れ先の京急本線[注釈 3]である。

## 隣の駅
北総鉄道・京成電鉄
 北総線・ 成田スカイアクセス線（成田空港線）
■アクセス特急
千葉ニュータウン中央駅 (HS12) - 印旛日本医大駅 (HS14) - 成田湯川駅 (KS43)
■特急・■普通
印西牧の原駅 (HS13) - 印旛日本医大駅 (HS14)
※特急と普通は当駅発着。